# Les Cigales
Les Cigales est un tableau réalisé par l'artiste française Jacqueline Marval vers 1906. Cette huile sur toile de format carré est une idylle qui représente deux jeunes femmes nues sur un drap blanc dans un espace fleuri où l'on peut imaginer entendre le chant de cigales. Ce faisant, elle emprunte au Déjeuner sur l'herbe, la figure assise qui se retourne pour interroger le spectateur du regard évoquant celle du chef-d'œuvre d'Édouard Manet. Exposée au Salon des indépendants de 1906, elle appartient alors au marchand d'art Ambroise Vollard. Don de son frère Lucien en 1947, elle est aujourd'hui conservée au musée Léon-Dierx, à Saint-Denis de La Réunion.

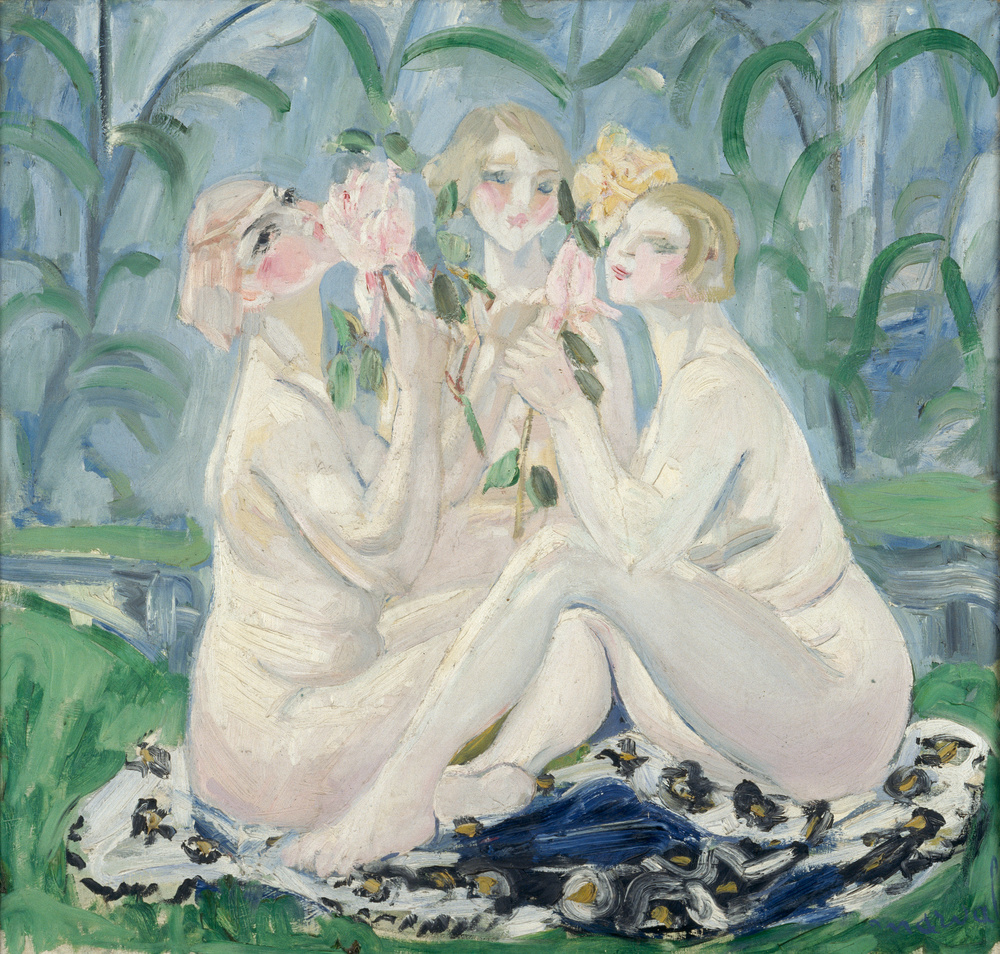
Les Frivoles, musée d'Arts de Nantes, vers 1914.